# Феофил (Годебский)
Феофил (Теодосий) Годебский (пол. Teodozy Teofil Godebski; 1686—1756) — униатский епископ пинско-туровский, владимиро-брестский XVIII века Русской униатской церкви.

## Биография
Сын Петра Ст. Годебского, полковника Пинского повета. Родился 1686 году и ещё в юные годы вступил в базилианский орден. Учился семь лет в греческой коллегии в Риме, где изучал философию и богословие, но, согласно «РБСП», не отличался ни способностями, ни прилежанием.

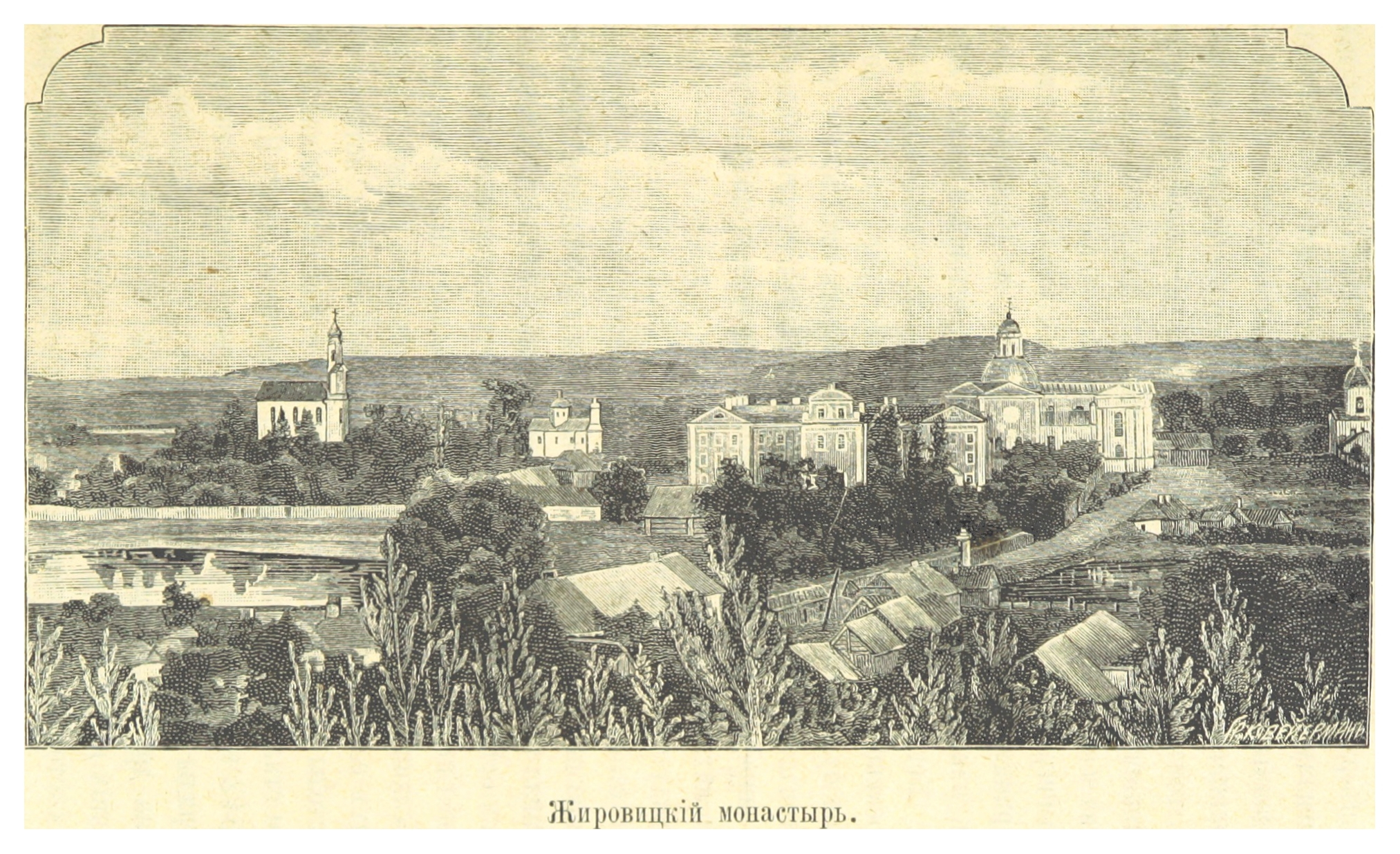
Жировичский монастырь

По возвращении в отечество он стал проповедником в Жировицком монастыре, хотя сам проповедей не составлял, а платил по талеру за проповедь тем, кто писал ему. Затем он был настоятелем Антопольского (по другим сведениям — Тороканского под Антополем) и архимандритом Хоробровского (или Хоробровицкого) монастырей.
После смерти (4 апреля 1719 года) пинско-туровского епископа Иоакима Иосафата Цехановича Феофил Годебский назначен был администратором этой епископии, а в 1720 году стал и епископом её, суффраганом митрополита.
Во время управления Пинской епископией он вызвал жалобы духовенства за вымогательства. Отношения его к православным, находившимся в его епархии, были таковы, что он стремился обратить их в унию, не чуждаясь при этом и насильственных мер. «Христа ради изгнанные» им православные игумены Пинского Братского, Купятицкого и Новодворского монастырей в 1722 году жаловались императору Петру Великому, польскому королю Августу II Сильному и русскому послу при его дворе, рассказывая в своих письмах, что в первых числах февраля Феофил Годебский напал на их монастыри и обратил в унию их, а также церкви в городе Пинске и по разным селам Пинского повета, насилием принудив к унии около двадцати тысяч православных людей всякого чина и возраста. Судебный процесс по этому делу кончился при содействии русского комиссара Игнатия Рудаковского в пользу православных. В силу королевского декрета от 31 декабря 1722 года, в январе следующего года монастыри и церкви торжественно возвращены были православным.
После кончины епископа Корнилия Лебецкого (17 января 1730 года), Феофил Годебский был переведен на владимиро-брестскую кафедру, епископы которой титуловались прототрониями и занимали первое место после митрополита. И в этой епархии, как и в пинской, он занимался вымогательствами с духовенства. Точно так же и отношение его к православным не было благожелательным или хотя бы нейтральным.
В 1740 году православный Брестский монастырь Святого Симеона Столпника подал жалобу в королевский задворный асессорский суд на него, на его официала и униатских священников Брестской епархии о том, что 22 августа они (по приказу епископа Феофила) с толпою в полтораста с лишком человек, вооруженных палками, кольями и топорами, неожиданно напали на принадлежащий монастырю цвинтарь (погост) бывшей Крестовоздвиженской церкви, порубили изгородь, потоптали яровые хлеба и огородные овощи и били православных монахов. Дело об этом погосте и о двух других спорных земельных участках тянулось долго и закончилось лишь к декабрю 1751 года в пользу Феофила и его брестских униатов; относительно же побоев признано, что они были с обеих сторон. 
Умер Феофил Годебский 12 сентября 1756 года на территории вверенной ему епархии.